# Polia (Itália)
Polia é uma comuna italiana da região da Calábria, província de Vibo Valentia, com cerca de 1.030 habitantes. Estende-se por uma área de 31 km², tendo uma densidade populacional de 32 hab/km². Faz fronteira com Cenadi (CZ), Cortale (CZ), Filadelfia, Francavilla Angitola, Jacurso (CZ), Maierato, Monterosso Calabro, San Vito sullo Ionio (CZ).

## Demografia
| Variação demográfica do município entre 1861 e 2011                               |
|                                                                                   |
| Fonte: Istituto Nazionale di Statistica (ISTAT) - Elaboração gráfica da Wikipedia |